# 拉达·冯德罗娃
拉达·冯德罗娃（捷克語：Lada Vondrová，1999年9月6日—），捷克女子田径运动员，2019年欧洲23岁以下田径锦标赛女子400米银牌得主、2021年欧洲23岁以下田径锦标赛女子400米和女子4×400米接力金牌得主、2023年世界田径锦标赛混合4×400米接力铜牌得主。